# Alexander Müller (Politiker, 1955)

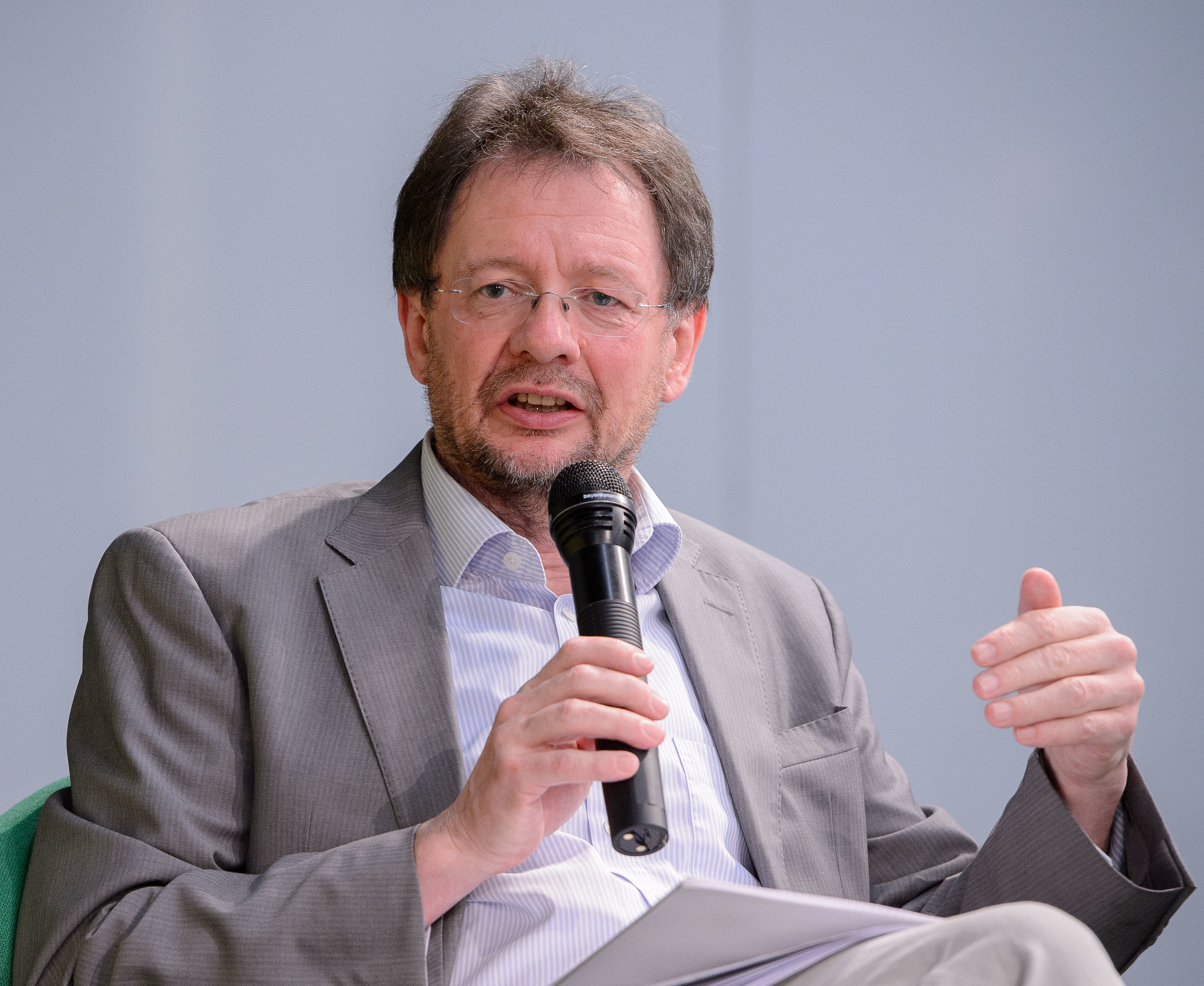
Alexander Müller, 2013

Alexander Müller (* 5. Mai 1955 in Gerolzhofen) ist ein deutscher Soziologe und Politiker (Bündnis 90/Die Grünen).

## Leben
Nach dem Abitur 1974 nahm Müller ein Studium der Rechtswissenschaften in Würzburg auf, wechselte aber 1977 an den Fachbereich der Soziologie der Universität Marburg und begann ein Studium der Politikwissenschaft und Soziologie. 1981 schloss er sein Studium mit der Prüfung als Diplom-Soziologe ab. Von 1981 bis 1983 war er Mitarbeiter an einem Projekt der Deutschen Forschungsgemeinschaft.
Alexander Müller ist römisch-katholisch, seit 1992 verheiratet und hat eine Tochter und einen Sohn.

## Politische Funktionen
Müller trat 1982 den Grünen bei und war von 1983 bis 1985 Mitarbeiter des Bundestagsabgeordneten Hubert Kleinert. Von 1985 bis 1992 war er hauptamtlicher Stadtrat für Umwelt und Soziales in Marburg. Sein Dezernat umfasste die Themen Naturschutz, Bauhof, Stadtwerke und das Sozial-, Garten- und Umweltamt. Anschließend war er bis 1995 Staatssekretär im hessischen Ministerium für Jugend, Familie und Gesundheit unter Ministerin Iris Blaul.
1995 wurde er als Abgeordneter in den Hessischen Landtag gewählt. Im Parlament war er stellvertretender Vorsitzender des Ausschusses für Informationsverarbeitung, Datenschutz und Verwaltungsreform und von 1996 bis 2000 Vorsitzender der bündnisgrünen Fraktion. Aufgrund seiner Berufung zum beamteten Staatssekretär legte er am 25. Januar 2001 sein Landtagsmandat nieder. Für ihn folgte Sarah Sorge in den Hessischen Landtag.
Vom 26. Januar 2001 bis zum Ende der Legislaturperiode 2005 fungierte er als beamteter Staatssekretär im Bundesministerium für Verbraucherschutz, Ernährung und Landwirtschaft.
Müller war von 2006 bis 2013 stellvertretender Generaldirektor der Ernährungs- und Landwirtschaftsorganisation der Vereinten Nationen (FAO) und dort zuständig für die Abteilung Management natürlicher Ressourcen und Umwelt. Seit Juli 2013 ist er Senior Research Fellow am Institute for Advanced Sustainability Studies (IASS) in Potsdam und Mitglied des Rates für Nachhaltige Entwicklung (RNE).